# Bob Kurland
Robert Albert „Bob“ Kurland (* 23. Dezember 1924 in St. Louis, Missouri; † 29. September 2013 in Sanibel, Florida) war ein US-amerikanischer Basketballspieler. 

## Karriere
Bekannt wurde Kurland durch seine Zeit an der Oklahoma State University, deren wichtigster Spieler er beim Gewinn der NCAA Division I Basketball Championships 1945 und 1946 war. Kurland und George Mikan gelten als die ersten echten spielenden Big Men der Basketballgeschichte und waren der Grund, warum die National Collegiate Athletic Association (NCAA) 1944 die Goaltending-Regel einführte. Kurland war 2,08 m groß und spielte auf der Position des Centers.
Kurland verzichtete nach seinem College-Abschluss auf eine Profikarriere, um die Möglichkeit zu haben, für das US-Olympiateram zu spielen, für das damals nur Amateure zugelassen waren. Sowohl 1948 in London als auch 1952 in Helsinki nahm Kurland an den Olympischen Spielen teil und gewann mit den USA jeweils Gold. Kurland spielte nie in der US-Profiliga National Basketball Association (NBA), wurde aber dennoch 1961 in die Naismith Memorial Basketball Hall of Fame aufgenommen.
Kurland starb 88-jährig in seinem Zuhause auf Sanibel Island, Florida.